# Olivier Hamal
Olivier Hamal (Luik, 30 juli 1959) is een voormalig Belgisch politicus van de MR.

## Levensloop
Van beroep is Hamal advocaat. Ook was hij wetenschappelijk medewerker aan de Universiteit Luik, van 2006 tot 2014 directeur-gerant van het winkelcentrum Passage Lemonnier en is hij sinds 2013 nationaal voorzitter van het Algemeen Eigenaarssyndicaat.
Hij begon zijn politieke loopbaan als parlementair attaché van Janine Delruelle, een functie die hij uitoefende van 1987 tot 1992. Tevens was hij van 1989 tot 1997 en van 2006 tot 2011 gemeenteraadslid van Luik. Tegelijkertijd was hij van 1991 tot 2007 provincieraadslid en van 1997 tot 2006 gedeputeerde van de provincie Luik.
Daarnaast zetelde hij van 2007 tot 2010 in de Kamer van volksvertegenwoordigers.